# Eureka (Dakota del Sud)
Eureka és una població dels Estats Units a l'estat de Dakota del Sud. Segons el cens del 2000 tenia 1.101 habitants.

## Demografia
Segons el cens del 2000, Eureka tenia 1.101 habitants, 528 habitatges, i 296 famílies. La densitat de població era de 457,1 habitants per km².
Dels 528 habitatges en un 15,5% hi vivien nens de menys de 18 anys, en un 50,6% hi vivien parelles casades, en un 3,4% dones solteres, i en un 43,9% no eren unitats familiars. En el 41,7% dels habitatges hi vivien persones soles el 29,2% de les quals corresponia a persones de 65 anys o més que vivien soles. El nombre mitjà de persones vivint en cada habitatge era d'1,96 i el nombre mitjà de persones que vivien en cada família era de 2,64.
Per edats la població es repartia de la següent manera: un 15,5% tenia menys de 18 anys, un 4,4% entre 18 i 24, un 14,7% entre 25 i 44, un 20% de 45 a 60 i un 45,4% 65 anys o més.
L'edat mediana era de 61 anys. Per cada 100 dones de 18 o més anys hi havia 80,9 homes.
La renda mediana per habitatge era de 19.826 $ i la renda mediana per família de 30.956 $. Els homes tenien una renda mediana de 23.194 $ mentre que les dones 17.000 $. La renda per capita de la població era de 13.379 $. Entorn de l'11,4% de les famílies i el 15,9% de la població estaven per davall del llindar de pobresa.

## Poblacions properes
El següent diagrama mostra les poblacions més properes.